# 콘스탄티노스 가브라스
콘스탄티노스 가브라스(그리스어: Κωνσταντίνος Γαβράς: 1933년 2월 12일-)는 그리스계 프랑스 영화감독이다. 좌익 성향으로 그 정치성이 분명한 영화를 주로 만들었다.
대표작으로 그리스 군사정권을 다룬 《제트》(1969년작, 아카데미 외국어영화상 수상), 댄 미트리오네 피살사건을 다룬 《계엄령》(1972년), 찰스 호먼 실종사건을 다룬 《의문의 실종》(1982년, 황금종려상 및 아카데미 각색상 수상) 등이 있다.

## 작품 목록
- 제트 (1969)
- 계엄령 (1972)
- 스페셜 섹션 (1975)
- 의문의 실종 (1982)
- 배신의 계절 (1988)
- 뮤직 박스 (1989)
- 뤼미에르와 친구들 (1995)
- 아멘 (2002)
- 액스, 취업에 관한 위험한 안내서 (2005)
- 낙원은 서쪽이다 (2009)
- 캐피탈 (2012)
- 어른의 부재 (2019)